# Michele Marelli

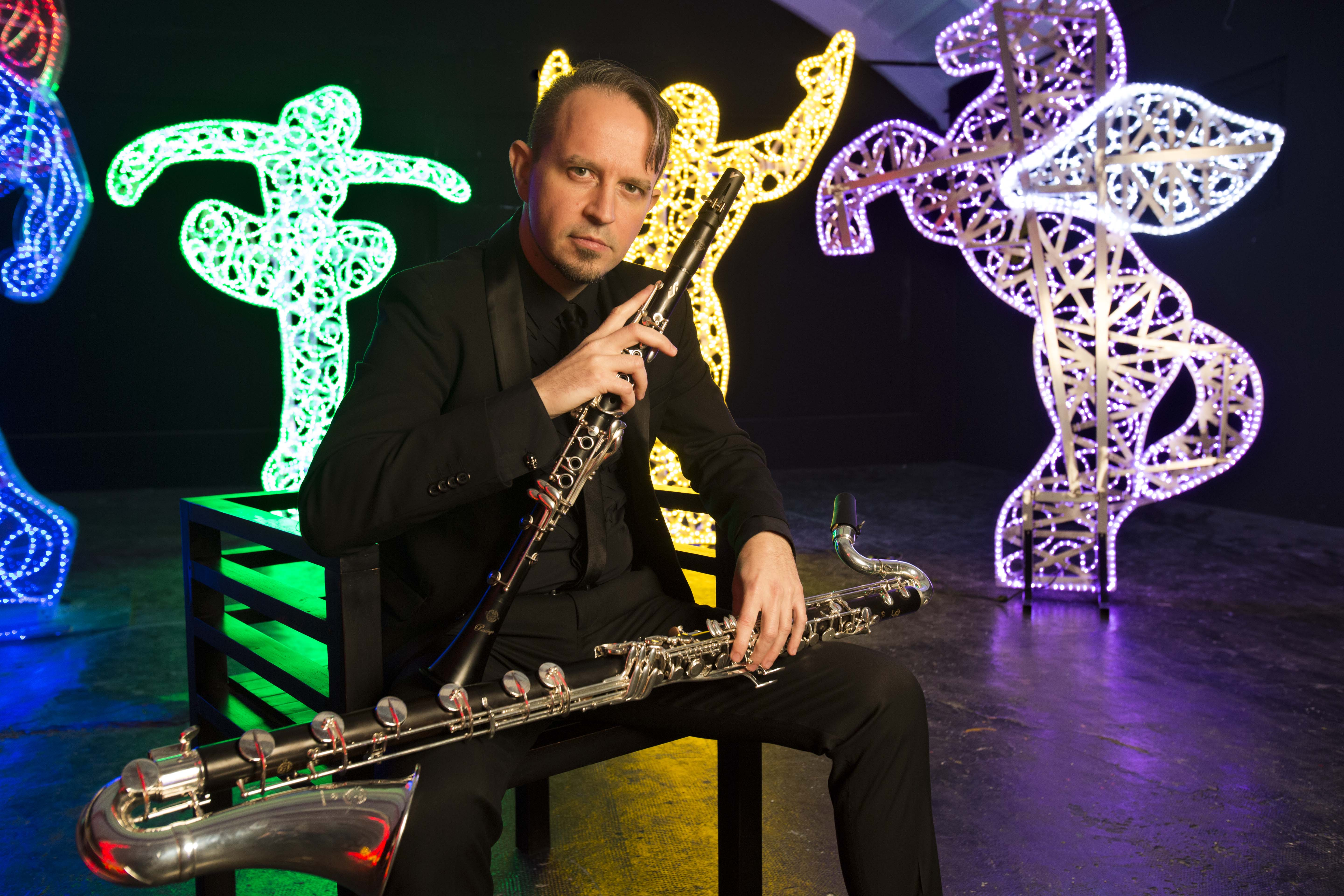
Michele Marelli

Michele Marelli (* 1978) ist ein italienischer Klarinettist und Bassetthorn-Solist.

## Leben
Michele Marelli studierte bei Alan Hacker in England. Im Alter von 19 Jahren diplomierte er sich unter der Leitung von Professor Giacomo Soave am Konservatorium „Antonio Vivaldi“ in Alessandria. Neben dem Musikstudium, welches auch Komposition und elektronische Musik umfasste, schloss er die klassische Matur und ein Literatur- und Philosophiestudium an der Universität Turin ab.
Mit 18 studierte er in Deutschland bei Suzanne Stephens und lernte den deutschen Komponisten Karlheinz Stockhausen kennen. Bald entwickelte sich eine intensive künstlerische Zusammenarbeit. Dabei widmete sich Marelli auch dem Bassetthorn. Marelli wurde Assistent in der Klarinettenklasse der Stockhausen Kurse Kürten und wurde Mitglied des Ensembles von Stockhausen, mit welchem er drei CDs aufnahm (auch als Solist) und viele Werke unter der Leitung des Komponisten uraufführte.
Michele Marelli arbeitete mit führenden zeitgenössischen Komponisten zusammen und spielte Uraufführungen von Werken, die ihm größtenteils gewidmet waren, unter anderem von Ivan Fedele, György Kurtàg, Marco Stroppa, Helmut Lachenmann, Salvatore Sciarrino, Franco Donatoni, Kaija Saariaho, Vinko Globokar, Fabio Nieder und Sylvano Bussotti. Er interpretierte Werke von Karlheinz Stockhausen, welche auch theatralische und tänzerische Techniken miteinbeziehen.
Als Solist musizierte er zusammen mit dem SWR Symphonieorchester (Donaueschinger Musiktage), Orchestre Philharmonique de Radio France (Festival Présences), Radio Kamer Filharmonie Hilversum (Donaueschinger Musiktage), Tangelwood Festival Orchestra (Tanglewood International Music Festival), Orchestra del Maggio Musicale Fiorentino (Festival del Maggio Musicale Fiorentino), Orchestra Sinfonica Giuseppe Verdi (Festival Milano Musica), Orchestra di Padova e del Veneto (Biennale di Venezia), New Music Orchestra (Warsaw Autumn Festival), Orchestra della Toscana (Biennale di Venezia), unter der Leitung von u. a. Péter Eötvös, Peter Rundel, Susanna Mälkki, Enno Poppe, Szymon Bywalec, Stefan Asbury, Tito Ceccherini, Brad Lubman, Pascal Rophé.
Marelli ist Künstlerischer Leiter des Biennale Koper Festival für zeitgenössische Musik (Slowenien).
Am Conservatorio von Sassari (Italien) ist er Professor für Kammermusik.

## Auszeichnungen
- Sonderpreis Arthur Rubinstein – Una vita nella musica giovani des Teatro La Fenice in Venedig (2014)[16]
- Stockhausen Stiftung für Musik Preis (2000, 2001, 2002, 2004, 2007, 2009)
- Erster Preis Krzysztof Penderecki International Contemporary Chamber Music Competition in Krakau (2004)
- Preis Valentino Bucchi Internationaler Klarinettenwettbewerb, Roma (2007)
- Honorary Logos Award, Gent (2000)
- „Master dei Talenti Musicali“ Preis der Fondazione CRT in Torino (2006)
- 2001–2006 Stipendium der Musikvereinigung De Sono in Turin
- Nominierung für die ICMA (International Classical Music Awards)[17]

## Diskografie
- 2018 Clarinet Reloaded (Ivan Fedele Windex, Giacinto Scelsi Ixor, Karlheinz Stockhausen Solo, Michel van der Aa Hysteresis, Helmut Lachenmann Accanto). DECCA Classics (Universal Music)
- 2016 Contemporary Clarinet (Karlheinz Stockhausen Klarinette aus Orchester Finalisten, Tanze Luzefa!, Pierre Boulez Dialogue de l'ombre double, György Kurtág In nomine all'ongherese, Ivan Fedele High, Marco Stroppa Il peso di un respiro, Brian Ferneyhough La chute d'Icare, Giacinto Scelsi Kya). DECCA Classics (Universal Music)
- 2013 Stockhausen: for basset horn (Traum-Formel, Evas Spiegel, Susani, Die 7 Lieder der Tage, Freia, In Freundschaft). Stradivarius
- 2013 Stockhausen: Amour / Der kleine Harlekin / Wochenkreis. Wergo
- 2011 Donaueschinger Musiktage 2010 (Marco Stroppa Let me sing into your ear). Neos
- 2010 Harlekin (Karlheinz Stockhausen). Stradivarius
- 2010 Stockhausen Complete Edition CD 94 (Uversa, 16. Stunde aus Klang). Stockhausen-Verlag
- 2003 Stockhausen Complete Edition CD 59 (Rechter Augenbrauentanz). Stockhausen-Verlag
- 2002 Stockhausen Complete Edition CD 64 (Europa Gruss, Stop und Start). Stockhausen-Verlag